# Alenka Kejžar
Alenka Kejžar, née le 15 février 1979 à Kranj, est une nageuse slovène. Elle est la sœur de la nageuse Nataša Kejžar.

## Palmarès

### Championnats du monde en petit bassin
- Championnats du monde en petit bassin 2002 à Moscou
  -  Médaille d'argent du 400 mètres quatre nages
- Championnats du monde en petit bassin 2000 à Athènes
  -  Médaille de bronze du 100 mètres quatre nages

### Championnats d'Europe
- Championnats d'Europe 2004 à Madrid
  -  Médaille d'argent du 200 mètres brasse
- Championnats d'Europe 2002 à Berlin
  -  Médaille de bronze du 200 mètres quatre nages

### Championnats d'Europe en petit bassin
- Championnats d'Europe en petit bassin 2003 à Dublin
  -  Médaille d'or du 200 mètres quatre nages
  -  Médaille d'argent du 100 mètres quatre nages
- Championnats d'Europe en petit bassin 2002 à Riesa
  -  Médaille d'argent du 200 mètres quatre nages
  -  Médaille de bronze du 100 mètres quatre nages
  -  Médaille de bronze du 400 mètres quatre nages
- Championnats d'Europe en petit bassin 2001 à Anvers
  -  Médaille d'argent du 100 mètres quatre nages
  -  Médaille de bronze du 200 mètres quatre nages
  -  Médaille de bronze du 400 mètres quatre nages
- Championnats d'Europe en petit bassin 1996 à Rostock
  -  Médaille d'argent du 200 mètres brasse
  -  Médaille de bronze du 100 mètres dos
  -  Médaille de bronze du 200 mètres dos

### Jeux méditerranéens
- Jeux méditerranéens de 1993 en Languedoc-Roussillon
  -  Médaille de bronze du 200 mètres brasse